# Honigsee
Honigsee är en kommun och ort i Kreis Plön i förbundslandet Schleswig-Holstein i Tyskland.
Kommunen ingår i kommunalförbundet Amt Preetz-Land tillsammans med ytterligare 16 kommuner.